# Bohumír Prokop
Bohumír Prokop (* 4. srpna 1968, Praha, Československo) je bývalý československý házenkář.
S týmem Československa hrál na letních olympijských hrách v Barceloně v roce 1992, kde tým skončil na 9. místě. Nastoupil ve 2 utkáních a dal 4 góly. Na klubové úrovni hrál za Slavii Praha a Duklu Praha.